# Бесхвостые длинноносы
Бесхвостые длинноносы (лат. Anoura) — род летучих мышей семейства листоносых.

## Внешний вид и строение
Длина головы и тела от 50 до 90 мм, длина предплечья от 34 до 48 мм и масса тела до 23 г. Хвост часто отсутствует или сведён к рудиментарному бугорку, скрытому в мехе. Цвет тела варьирует от тёмно-коричневого до чёрно-коричневого. Морда вытянута. Уши относительно небольшие и расположены отдельно. Зубная формула: 2/0, 1/1, 3/3, 3/3 = 32. Масса новорождённых 3—5 г.

## Распространение
Населяет Центральную и Южную Америку.

## Образ жизни
Предпочитают влажные места, часто высоко над уровнем моря. Днюют в пещерах и тоннелях. Формируют небольшие колонии. Питаются фруктами, пыльцой, нектаром и насекомыми. Рождают обычно одного детёныша.

## Виды
- Anoura aequatoris
- Anoura cadenai
- Anoura canishina
- Хвостатый длиннонос (Anoura caudifera)
- Панамский длиннонос (Anoura cultrata)
- Anoura fistulata
- Бесхвостый длиннонос (Anoura geoffroyi)
- Широкозубый длиннонос (Anoura latidens)
- Anoura luismanueli
- Anoura peruana